# Psychotria lasianthoides
Psychotria lasianthoides là một loài thực vật có hoa trong họ Thiến thảo. Loài này được Valeton miêu tả khoa học đầu tiên năm 1930.